# جورج بارلو (مدير فني، مواليد 1967)
جورج بارلو (بالإنجليزية: George Barlow)‏ هو لاعب كرة قدم أمريكية أمريكي، ولد في 18 نوفمبر 1967 في شيكاغو في الولايات المتحدة.